# Ikaria
Ikaria er en mindre græsk ø beliggende i Nordøst-ægæiske Øer.
Øen har en lufthavn, Ikaria National Airport ”Ikaros”
Øen er opkaldt efter Ikaros.
37°35′N 26°10′Ø / 37.58°N 26.17°Ø